# Desmond Dekker
Desmond Dekker (16 de julio de 1941 - 25 de mayo de 2006) fue un cantante y compositor de música ska y reggae británico-jamaicano. Junto a su grupo The Aces (formado por Wilson James e Easton Barrington Howard), obtuvo uno de los primeros éxitos internacionales de la música jamaiquina con "Israelites". Otros de sus éxitos incluyen "007 (Shanty Town)" (1967) e "It Mek" (1968). Antes del éxito de Bob Marley, Dekker fue uno de los músicos jamaicanos más reconocidos, tanto en su país de origen como en el extranjero.

## Sus inicios
Nacido Desmond Adolphus Dacres en St. Andrew, Jamaica, creció en Kingston, donde asistió al colegio Alpha Boy's School. Después de la muerte de su madre, su padre le envió a St. Mary, y más tarde a St. Thomas, donde trabajó de aprendiz de sastre antes de regresar a Kingston y trabajar como soldador. Pasaba las horas cantando mientras sus amigos le animaban. En 1961 hizo una prueba para Coxsone Dodd (de Studio One) y Duke Reid (de Treasure Isle). Su talento no consiguió impresionar a ninguno de ellos, así que Desmond decidió probar suerte en la compañía Beverley de Leslie Kong, donde realizó una prueba para Derrick Morgan, por aquel entonces la mayor estrella de la compañía.

## Sus inicios en la industria musical
Dekker consiguió firmar un contrato con el apoyo de Morgan, pero no grabó su primer disco hasta 1963. Allí se incluía el éxito "Honour Your Father and Mother", al que más adelante siguieron "Sinners Come Home" y "Labour for Learning". Entonces adoptó su nombre artístico, Desmond Dekker (su nombre real era Desmond Dacres). 
Su cuarto sencillo le convirtió en la estrella más grande de la isla. Se trataba de “King of Ska” (el rey del ska), una canción animada y llena de júbilo para la cual Dekker contó con la colaboración de The Cherrypies (también conocidos como The Maytals). La canción sigue siendo una de las más conocidas entre los seguidores del ska de todo el mundo. Posteriormente Dekker reunió a cuatro hermanos, Carl, Patrick, Clive y Barry, para formar su banda de apoyo,The Aces. Dekker grabó un gran número de éxitos junto a los Howards, incluyendo "Parents", "Get Up Edina", "This Woman" y "Mount Zion". 
Gracias a su éxito, Desmond Dekker fue el responsable de la llegada del ska a Europa en los años sesenta. Posteriormente el ritmo se reinventó a sí mismo en los setenta, llevando al ska a su segunda ola conocida como Two Tone.

## Discografía seleccionada
- Israelites (1969)
- This Is Desmond Dekkar (1969) - Trojan Records
- You Can Get It If You Really Want (1970) - Trojan
- Black And Dekker (1980)
- Compass Point (1981)
- Israelites / The Best Of Desmond Dekker (1963-1971) - Trojan (1999)